# Stiftskirche Steterburg

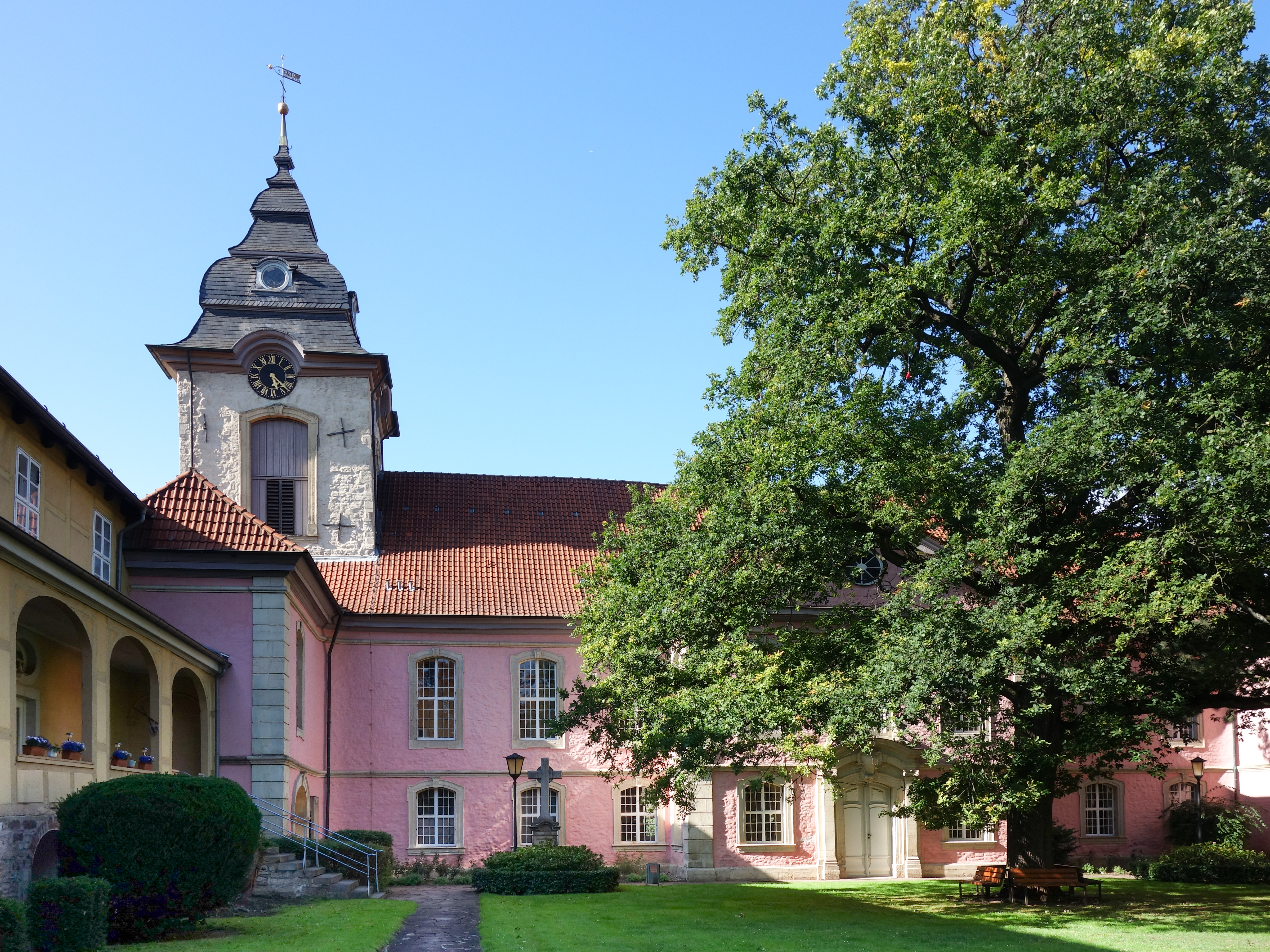
Südseite der Stiftskirche

Die evangelisch-lutherische Stiftskirche Steterburg in Steterburg, einem Wohngebiet in Salzgitter-Thiede, wurde von 1752 bis 1758 von Herzog Karl I. von Braunschweig-Wolfenbüttel an der Stelle einer Vorgängerkirche gebaut. Die Kirche gehörte zum Stift Steterburg und wird seit dessen Auflösung 1939 als Pfarrkirche der evangelischen Gemeinde Steterburg genutzt. Bis 1980 trug die Kirche den Namen der Schutzheiligen des Stiftes „St. Christophorus und St. Jacobus minor“.

## Vorgeschichte und erstes Kirchengebäude
Das Stift Steterburg war um 1000 durch Frederunda von Oelsburg († 16. März 1020), die Tochter des Grafen Altmann von Oelsburg († 1000/03), gegründet worden. Als Klosterkirche nutzten die Kanonissen anfangs eine dem hl. Nikolaus geweihte Kapelle der alten Stederburg, die 924 bis 933 durch Heinrich I. erbaut worden war, auf deren Gelände das Kloster errichtet worden war. Die erste Kirche des Klosters wurde nach Angaben der Stederburger Annalen 1070 durch Werner von Wolkenburg, den damaligen Bischof von Merseburg, geweiht. Die Kirche, wahrscheinlich eine hölzerne Basilika, wurde an den Bergfried der Burg angebaut.

## Zweites Kirchengebäude 1160 bis 1748

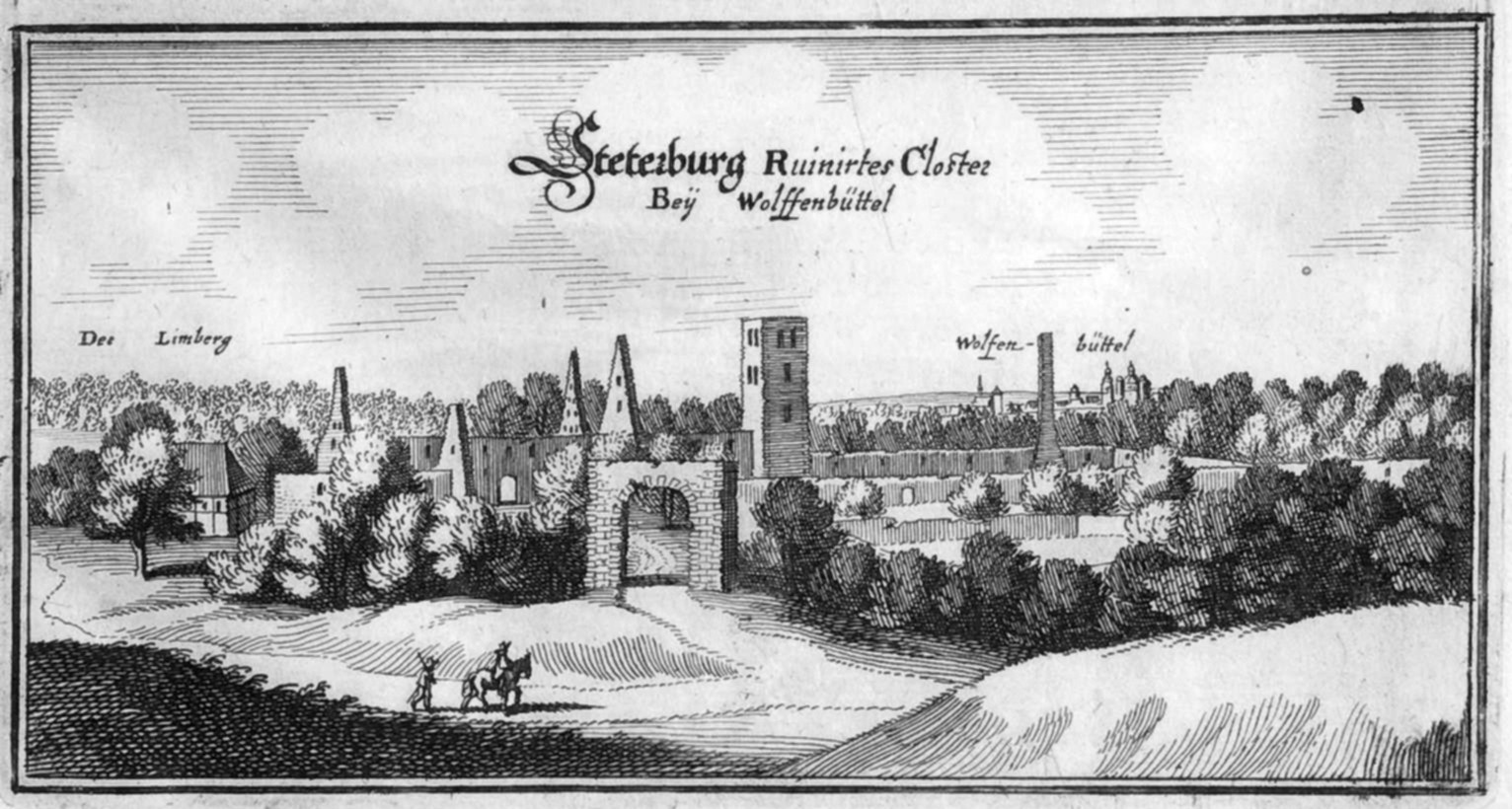
Stift Steterburg um 1654/1658, Stich von Matthäus Merian

Knapp 90 Jahre später war die Kirche verfallen und musste abgerissen werden. Die Fundamente wurden 1160 unter Propst Ekbert gelegt, der Neubau wurde 1165 begonnen und 1174 unter Leitung des damaligen Propstes Gerhard II. fertiggestellt. Das Gebäude war im romanischen Stil gebaut worden. Der Bergfried, an den die alte Kirche angebaut war, wurde zum Kirchturm umgestaltet und in den Neubau integriert. Der bis heute erhaltene quadratische Turm hat eine Seitenlänge von 6,6 m, die Mauern sind einen Meter dick. Auf einer Zeichnung von 1730 wird der Turm mit einem hohen, spitzen Dach gezeigt. An der Nordwand des Kirchturms wurde eine Kapelle angebaut, die im Dezember 1172 dem hl. Nikolaus geweiht wurde. Die Kapelle wurde später umbaut und ist jetzt Teil des Pfarrhauses der evangelischen Gemeinde von Steterburg.
Der Bau hatte den Grundriss einer Basilika mit Langhaus, zwei Seitenschiffen und einem Querhaus. Die flachen, getäfelten Holzdecken waren größtenteils bemalt. Die Kirche hatte vier Altäre: einen Marienaltar und drei weitere, die den Heiligen Jakobus dem Jüngeren, Johannes und Christophorus geweiht waren. Eine Orgel wurde 1273 erwähnt, diese war dem Chor gegenüber auf der Westempore aufgestellt. Hinter dieser Orgel befand sich das Chorgestühl für die Konventualinnen des Stiftes, die so von den anderen Kirchenbesuchern nicht gesehen werden konnten.
Die Kirche und viele Gebäude des Stifts wurden 1328 durch einen Brand zerstört, der Wiederaufbau erfolgte in der bisherigen Form und wurde 1332 abgeschlossen. Bedingt durch die Nähe Steterburgs zur Herzogsresidenz Wolfenbüttel und zur Stadt Braunschweig wurde Steterburg in den folgenden Jahrhunderten häufig in kriegerische Auseinandersetzungen einbezogen, durch die das Kloster und seine Güter immer wieder geplündert und zerstört wurden; so z. B. 1493, als Herzog Heinrich d. Ä. gegen Braunschweig zog, während der Hildesheimer Stiftsfehde 1519 bis 1523 und während der Schmalkaldischen Kriege zwischen 1542 und 1547.
Nach Einführung der Reformation durch Herzog Julius im Jahr 1568 wurde das Stift in ein evangelisches Jungfrauenstift umgewandelt, 1691 in ein adeliges Damenstift.

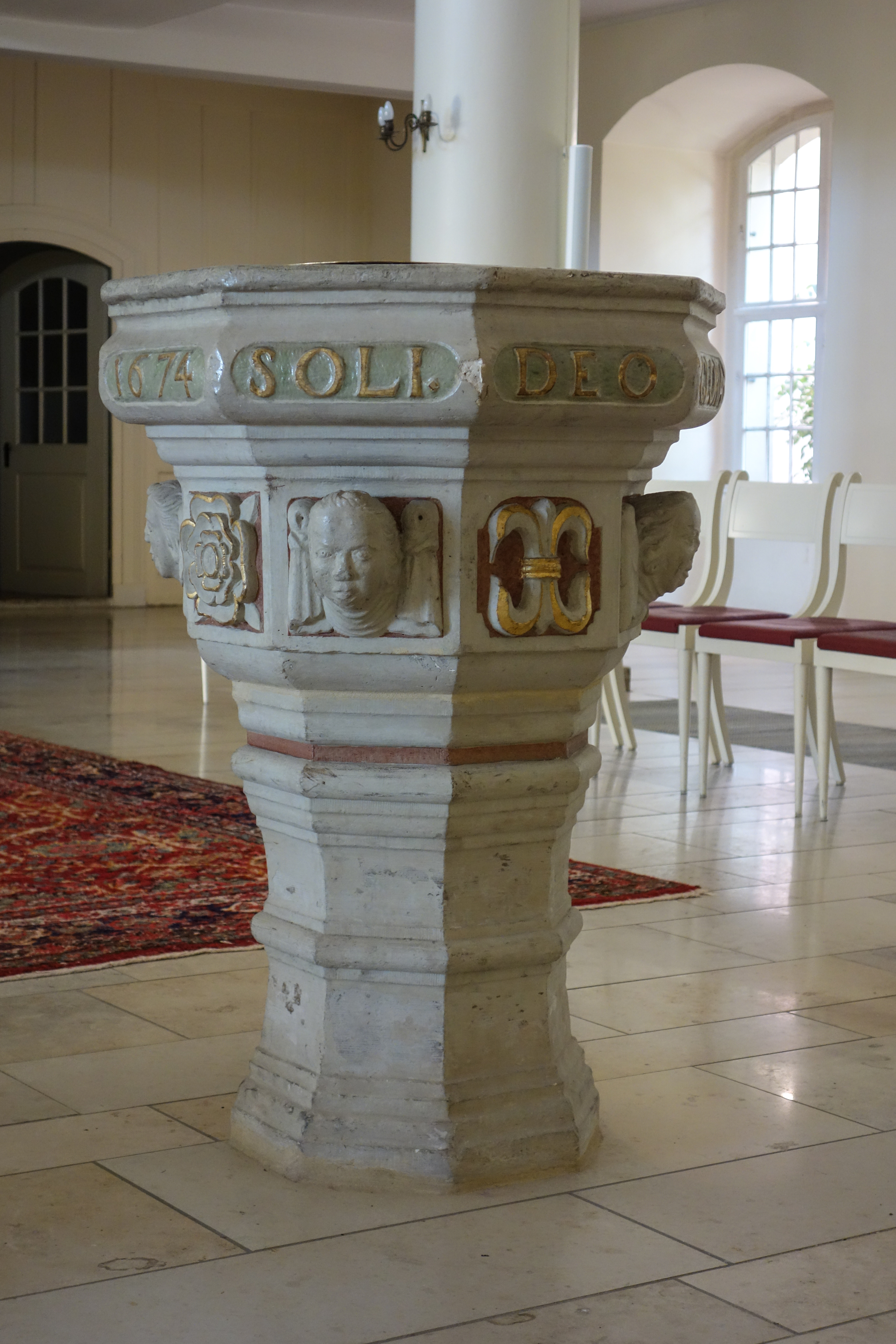
Taufstein von 1674

Als die Dänen 1627 im Dreißigjährigen Krieg vor den nach Wolfenbüttel heranrückenden Truppen des Kaisers fliehen mussten, zerstörten sie die Kirche und große Teile des Klosters. Später waren es die schwedischen Truppen, die 1641 weitere Gebäude des Stiftes zerstörten. Die Bewohnerinnen des Stiftes mussten nach Braunschweig umziehen. Auf einem Merian-Stich von 1654 sind die Ruinen des zerstörten Stiftes dargestellt, in der Bildmitte der rechteckige Kirchturm, dessen Dach erst von 1672 bis 1674 erneuert wurde. Es dauerte bis 1674, bis auch ein Teil der Gebäude wieder hergerichtet und durch die Stiftsdamen bezogen werden konnte. Eine neue Glocke für die Kirche war schon 1668 angeschafft worden.
Der heute noch genutzte Taufstein war ein Geschenk der Domina Hedwig Maria von Oberg. Er wurde am 13. November 1674 aufgestellt und war ein Werk des Steinmetzen Ulrich Wendt. Der achtseitige Taufstein hat einen Durchmesser von 0,75 m und ist 1,1 m hoch. Auf dem Rand des Taufbeckens sind der Name der Stifterin und das Stiftungsjahr 1674 eingemeißelt. Nach dem Willen der Stifterin war der Taufstein über ihrem Grab aufgestellt worden, heute steht er im vorderen Chorbereich über dem zugemauerten Eingang zur Gruft.

## Bau des heutigen Kirchengebäudes (seit 1748)
Die Kirche war seit dem Dreißigjährigen Krieg nur notdürftig repariert worden und später so weit verfallen, dass Herzog Karl I. 1748 den Neubau anordnete. Einen ersten Entwurf für einen Neubau reichte der Landesbaumeister Martin Peltier noch im gleichen Jahr ein, dieser wurde jedoch durch den Herzog verworfen. Auf Wunsch des Herzogs sollten zum Bau der Kirche die alten Fundamente sowie andere Bauteile einbezogen werden. Die Kirche wurde nach den 1750 eingereichten Entwürfen des Braunschweiger Obristen und Architekten Anton Ulrich von Blum gebaut. Vorbild für die Gestaltung des Innenraums war die von Hermann Korb nach einem Brand 1716 wieder aufgebaute St. Trinitatis-Kirche in Wolfenbüttel.
Die alte Kirche wurde 1751 abgebrochen, im folgenden Jahr wurde der Neubau begonnen. Im Januar 1753 starb der bisherige Baumeister von Blum. Mit der Weiterführung der Arbeiten wurde der Hauptmann Wilhelm Grützmann beauftragt. Die Stuckaturarbeiten wurden von Giuseppe Buzzi gefertigt, der für den Herzog Karl I. auch schon Arbeiten am Salzdahlumer Schloss ausgeführt hatte. Die Ausmalung der Kirche und des Altars wurde dem Hofmaler Heinrich Christoph Piccart übertragen. Auf Wunsch des Herzogs sollte hierbei auf eine aufwändige Vergoldung von Altarkanzel, Bänken, Stühlen und Türen verzichtet werden. Am 22. Oktober 1758 konnte die neue Kirche eingeweiht werden. Zum Bau der Kirche stiftete Fräulein Margarethe Cathrin Götzen von Ohlenhausen zwei Glocken. 1767 und 1768 erhielt die Kirche eine Orgel.
Unter dem Fußboden der Kirche war 1755 ein Begräbnisgewölbe angelegt worden, das durch eine breite Treppe im Mittelgang zugänglich war. Diese Gruft wurde bis 1882 für die Beisetzung von Äbtissinnen und Kanonissinnen benutzt und danach geschlossen. Im Zweiten Weltkrieg wurde sie weitgehend zerstört, als man einen Teil der Gruft zu einem Luftschutzbunker umbaute. Die Gruft wurde 1980 neu gestaltet, über dem vermauerten Zugang im Mittelraum steht heute der 1674 gestiftete Taufstein. Die Grabplatten von sieben Stiftsdamen wurden unter der Westempore aufgestellt.

## Baubeschreibung

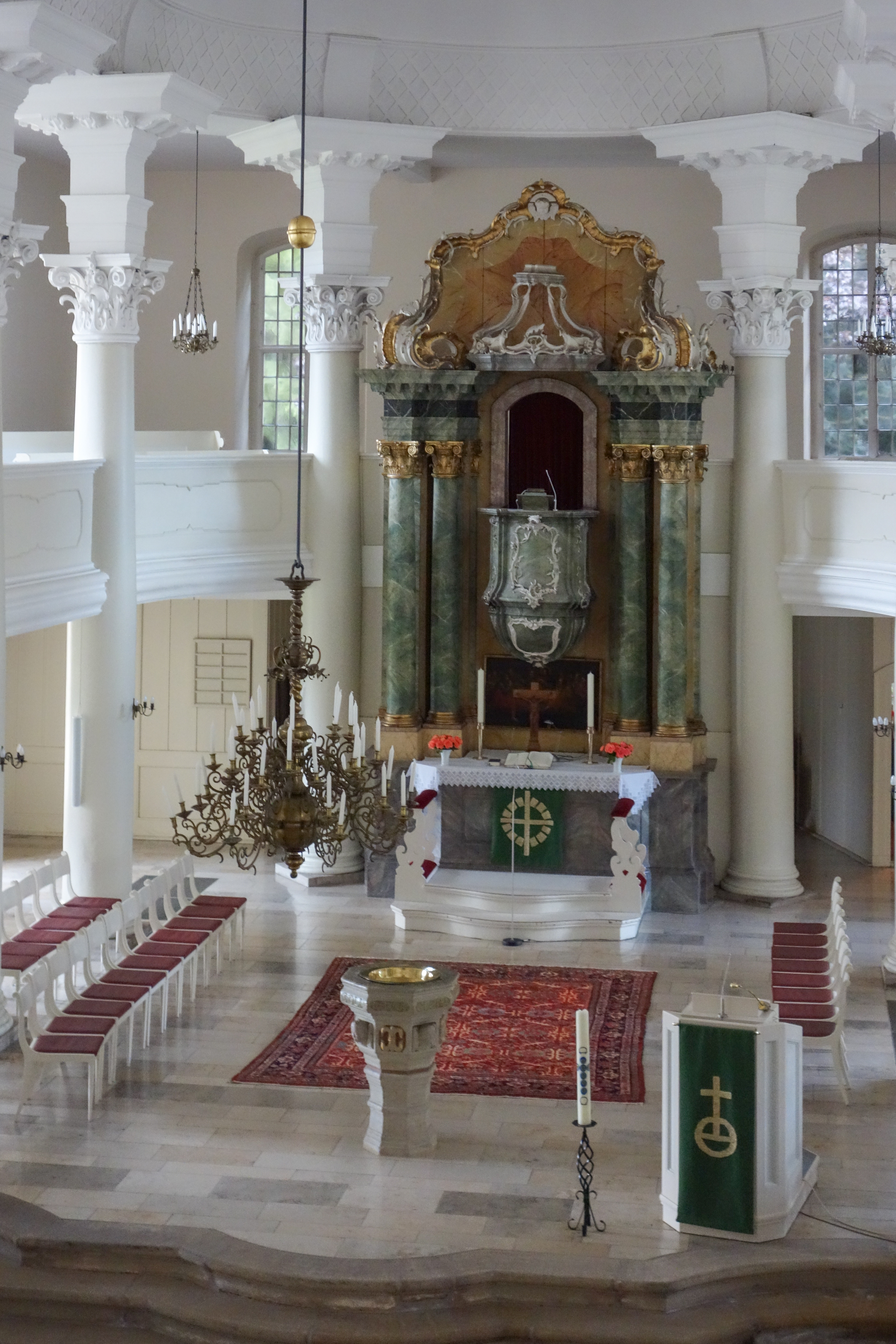
Altarraum

Dem Grundriss nach ist die Steterburger Kirche eine Saalkirche, die durch die beiden Mittelrisalite an der Nord- und Südwand die Form eines Kreuzes mit kurzen Seitenarmen erhielt. Die Fenster sind in zwei Geschossen angeordnet. Der Außenanstrich erhielt bei der Fassadenrenovierung von 1999 wieder den ursprünglichen rosa Farbton. Insgesamt bietet die Kirche so von außen den Eindruck eines kleinen Schlosses.
Im Innenraum tragen 16 Säulen mit korinthischen Kapitellen die umlaufende Empore und die Decke, sie teilen den Raum auch in das längliche Mittelschiff und einen äußeren Umgang. Der Ostteil des Mittelschiffs ist gegenüber dem übrigen Raum um drei Stufen angehoben. Die Sitzplätze in diesem Bereich waren für die Stiftsdamen reserviert, während der tiefer liegende Teil des Kirchenschiffs den Stiftsbediensteten und anderen weltlichen Besuchern der Gottesdienste vorbehalten war.
Den Abschluss des Chorbereichs bildet der 1756 aufgebaute hölzerne Kanzelaltar. Die ursprünglichen Pläne des ersten Baumeisters von Blum sahen vor, die Kanzel weit vor dem Altar in der Nähe der Stufen zum Chor aufzustellen. Sein Nachfolger Grützmann änderte den Entwurf und verlegte die Kanzel an die Altarwand, auch um Platz für den Zugang zur nachträglich geplanten Begräbniskapelle zu schaffen. Die korinthischen und mit goldenen Kapitellen geschmückten Säulen links und rechts vom Altar sind übrigens aus Holz gefertigt und wurden mit einer täuschend echt aussehenden Marmornachbildung bemalt. 

## Orgel

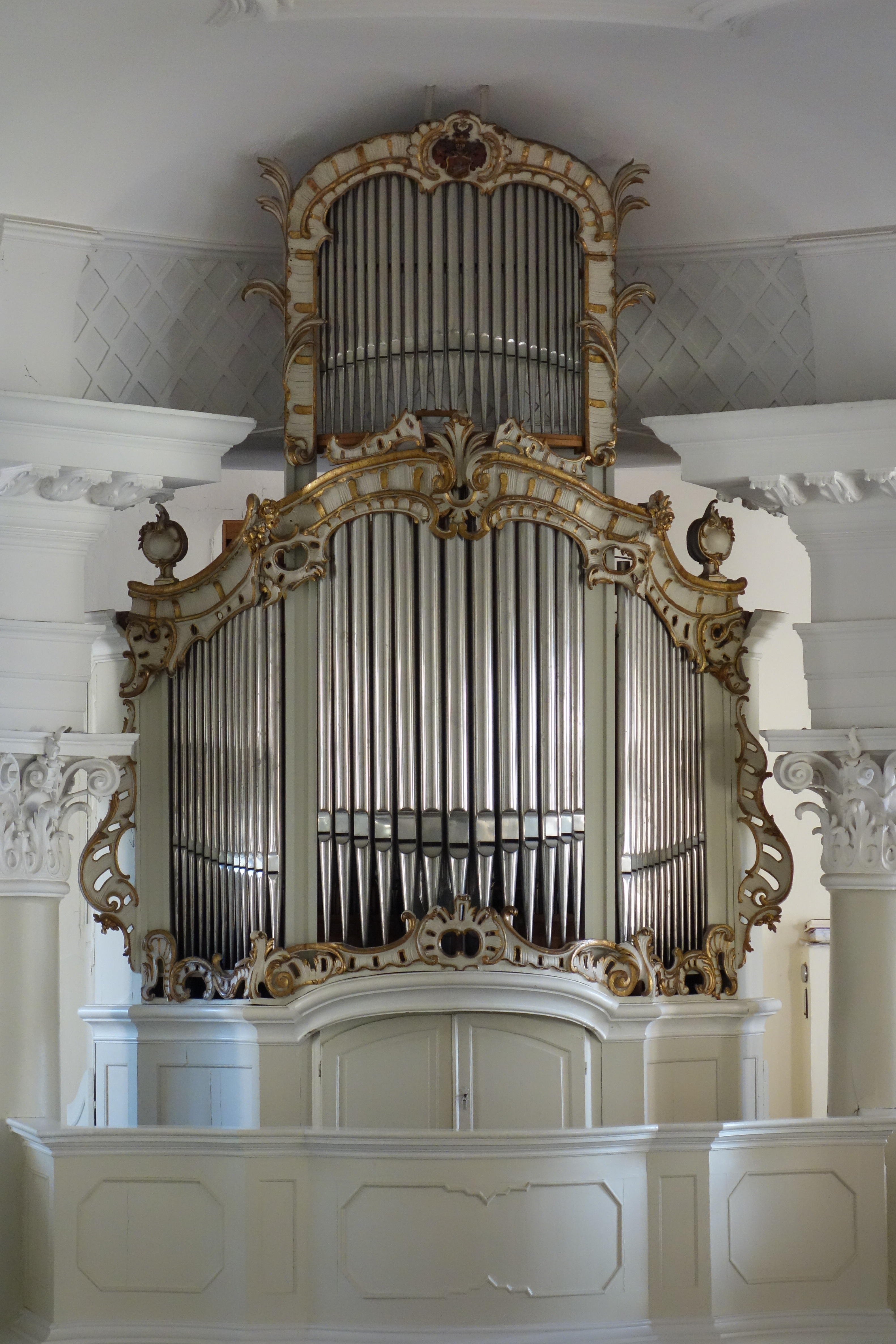
Orgel

Die erste Orgel erhielt die jetzige Kirche 1767/68, den Prospekt hatte der Braunschweiger Bildhauer Oden entworfen. Die Orgel wurde von dem Wolfenbütteler Hoforgelbauer Johann Christoph Hüsemann erbaut, mit der Bemalung wurde der Hofmaler Heinrich Christoph Piccart beauftragt. Die über der Westempore aufgestellte Orgel wurde am 19. Februar 1769 durch den Organisten Broyer abgenommen. 1891 wurde von Furtwängler & Hammer ein neues Orgelwerk mit 18 Registern und zwei Manualen in das barocke Gehäuse eingebaut. 1965 beschloss das Landeskirchenamt einen Neubau der Orgel mit Wiederverwendung des denkmalgeschützten historischen Gehäuses. Die neue Orgel wurde von Peter Reichmann gebaut und konnte 1976 eingeweiht werden. Sie hat zwei Manuale und 17 Register mit insgesamt 1072 Pfeifen.

## Geschichte seit Auflösung des Stiftes 1939
Das Stift und die dazugehörende Domäne wurden Anfang 1939 durch die nationalsozialistische Regierung des Landes Braunschweig aufgelöst und die Besitztümer an die Reichswerke Hermann Göring verkauft. Die Stiftsdamen zogen nach Blankenburg um, wo die Ritterschaft des Stiftes zwei Häuser gekauft hatte. Der Neujahrsgottesdienst vom 1. Januar 1939 war der letzte, der in der Stiftskirche abgehalten werden konnte, danach wurde die Kirche geschlossen. Aufgrund der Proteste der Bevölkerung gegen eine Umwidmung des Kirchengebäudes als Gemeinschaftshaus oder Kino sah man von einem Umbau ab. Schließlich gelang es der Landeskirche im März 1939, die Kirche und das Pfarrhaus zurückzukaufen. 1941 wurde Steterburg zum eigenständigen Pfarramt. Die Gemeinde gehört zur Propstei Salzgitter-Lebenstedt und ist Mitglied des 2019 gebildeten Pfarrverbandes „Salzgitters Norden“.
Beim Umzug der Stiftsdamen nach Blankenburg hatten sie den Stiftsschatz in ihr neues Domizil mitnehmen können. Bei der Rückkehr 1952 nach Steterburg wurde der Schatz der evangelischen Gemeinde von Blankenburg übergeben und 1999 dem Eigentümer, der Ritterschaft des ehemaligen Klosters, zurückgegeben. Einige Stücke wurden der Stiftskirche überlassen, so eine Oblatendose von 1677 und zwei Kelche aus den Jahren 1608 und 1680.
Im Zweiten Weltkrieg mussten die Glocken der Kirche abgegeben werden und wurden eingeschmolzen. Lediglich eine kleine Glocke war verblieben. Spenden der Kirchengemeinde ermöglichten, dass Anfang 1947 zwei Läute- und zwei Anschlagglocken bestellt werden konnten. Diese wurden in Bockenem gegossen und Pfingsten 1947 geweiht. Die Glocken tragen die Inschriften „Soli Deo Gloria“ und „Allein Gott in der Höh’ sei Ehr’!“. Im Dezember 2005 erhielt die Kirche zwei neue Glocken.
In den Jahren 1955 bis 1957 und 1984 bis 1986 wurde die Kirche außen und innen renoviert. Dabei wurde der Innenraum entsprechend den Befunden über die frühere Ausgestaltung wieder in hellen Farben gestaltet. Das Dach und die Decke wurden instand gesetzt und die Stuckaturen der Decke, der Gesimse und der Säulenkapitelle erneuert. Bei der Verlegung der unterirdischen Luftkanäle für die Heizung wurden mehrere Gefäßscherben und Reste von Kacheln aus der Reformationszeit gefunden, auch wurden alte Grundmauern und Pflasterreste von den früheren Kirchenbauten freigelegt, die mehrfach durch Brände oder Kriege zerstört worden waren. Die Sonnenuhr an der Südseite der Stiftskirche wurde 1999 wieder angebracht. In diesem Jahr erhielt die Stiftskirche auch ihren heutigen rosafarbenen Anstrich, der der Originalbemalung entspricht, bis dahin war das Gebäude in einem grauen Farbton gestrichen.